# Tolvaj Lajos
Tolvaj Lajos (Budapest, 1918 – ?, ?) B válogatott labdarúgó, balszélső, labdarúgóedző.
Pályafutását a Kisalagi SE-nél kezdte 1933 nyarán. Az alacsony termetű (magassága 164 cm) és gyors játékos legnagyobb sikereit a Lampart FC csapatával érte el a magyar II. osztályban. Egyszer szerepelt a magyar B válogatottban 1939-ben. A II. világháború után Franciaországba ment és ott fejezte be játékos pályafutását, majd edzőként folytatta sportpályafutását.

## Pályafutása

### Klubcsapatban
A Kisalagi SE 1933. július 22-ével igazolta le Tolvaj Lajost. Lakhelye csapatában balösszekötőként szerepelt a Közép-magyarországi Labdarúgó Szövetség (KÖLASz) II. osztályában. A Vincze SE-ben is több mérkőzésen tűnt fel a neve gólszerzőként 1936-ban. Munkahelye labdarúgó-csapatával a Cégliga I. osztály bajnokságában szerepelt. 
Az Erzsébet FC-hez 1938. elején igazolt át. Még ugyanebben a bajnoki szezonban a Lampart FC átvette az Erzsébet FC profi csapatát, így Tolvajt is.
A Lampart FC-nél balszélső poszton játszott. Innen válogatták be a magyar B, a Budapest B és az NB II-es válogatottba. A Lampart FC-vel feljutott a dobogó mindhárom fokára 3 egymást követő NB II-es szezonban; és a legfelső fok egyben NB I-be történő feljutást is ért 1941-ben. A Lampart FC-vel szerepelt a Magyar Kupában is. Tolvaj játszott munkahelye, a Lampart üzemi labdarúgó bajnokságában is. Ebben az időszakban többször teljesített katonai szolgálatot a budapesti Honvédkórházban és szerepelt annak labdarúgó-csapatában.
Az Ujpest FC-hez 1942 júliusában igazolt át, melyben 7 NB I-es bajnoki mérkőzésen szerepelt és 2 gólt szerzett. Egyéves szerződését 1943 márciusában közös megegyezéssel felbontották.
Az Ujpest-Rákospalotai Atlétikai Klubhoz (URAK) 1943 áprilisában igazolt át és segítette azt az NB II-be történő feljutásban a szezon hátralévő részében. A bajnokság mellett az URAK csapatával részt vett a Magyar Kupáért folytatott küzdelemben 1944-ben.
Franciaországban fejezte be labdarúgó játékosi pályafutását. 1947-ben Petite Rousselle-ben, majd a Racing Paris-nál játszott, később Épinal-ban szerepelt.

### A válogatottban
Tolvaj Lajos egyszer szerepelt a magyar B válogatottban a Románia B válogatott ellen 1939. október 21-én Bukarestben elért 1:1-es döntetlen mérkőzés alkalmával. Egyszer szerepelt a Budapest B válogatottban a Bécs B válogatott ellen 1939. október 1-én, a budapesti Üllői úti pályán 0:2-re elveszített mérkőzés során. Egyszer szerepelt az NB II (NBB)-válogatottban az Ipolyság FC ellen 1938. november 13-án Csepelen lejátszott és 10:1-re megnyert mérkőzésen, melynek során 2 gólt szerzett.

### Edzőként
Edzői tevékenységet Franciaországban folytatott.

## Sikerei, díjai
A Lampart FC-vel 2. helyezést ért el az NB II Dunántúli Csoportjának 1938-1939-es szezonában; 3. helyezést ért el az NB II Dunántúli Csoportjának 1939-1940-es szezonában; 1. helyezést ért el az NB II Tisza Csoportjának 1940-1941-es szezonában és ezzel felkerültek az NB I-be.
A Lampart FC-ben balszélsőként nyújtott remek teljesítményének eredményeképpen a Nemzeti Sport osztályzatai alapján bekerült az NB II hét legjobb tizenegyébe 1938. október és 1941. április végén; valamint az NB II 1940-1941-es szezonának tizenegyébe.

## Statisztika
A Lampart FC-ben eltöltött 1940-1941-es szezonában 19 gólt szerzett, amivel az NB II 6. legeredményesebb góllövője lett.

## Magánélete
Tolvaj Lajos még kisgyermek, mikor családja Ujpestről (születési helye) kiköltözött a főváros mellett fekvő Kisalagra. Polgári foglalkozása géplakatos volt. Megnősült és egy fia született. A II. világháború folyamán többször behívták katonai szolgálatra Budapestre.